# Janice Chetcuti
Janice Chetcuti é uma política maltesa do Partido Nacionalista. Foi eleita para o Parlamento de Malta nas eleições gerais maltesas de 2022, sob a cota de género.